# Dexter Morrill
Dexter George Morrill (North Adams (Massachusetts), 17 juni 1938 - Ithaca (New York), 2 juli 2019) is een Amerikaans componist, muziekpedagoog en trompettist.

## Levensloop
Morrill kreeg in zijn jeugd muziekles van Peter Fogg in zijn geboorteplaats en later van Irwin Shainman aan het Williams College. De laatstgenoemde leraar adviseerde hem in het Berkshire Symphony Orchestra mee te spelen. In 1956 begon hij zijn studie in compositie bij William Skelton aan de Colgate Universiteit in Hamilton en vanaf 1957 aan de "Lenox School of Jazz" waar hij jazz-arrangement bij William Russo en trompet bij Dizzy Gillespie studeerde. Al in deze periode begon hij te arrangeren en te componeren, maar hij was eveneens actief als jazz-trompettist. In 1960 wisselde hij aan de Stanford-universiteit in Santa Clara County in Californië en studeerde compositie bij Leonard Ratner en orkestratie bij Leland Smith. Met een studiebeurs van de Ford Foundation werkte hij 2 jaar als huiscomponist voor het Missouri School System. Vanaf 1964 studeerde hij compositie bij Robert Palmer aan de Cornell University in Ithaca. Na korte docentenwerkzaamheden aan de St John's University in New York voltooide hij zijn studies en promoveerde tot Doctor of Musical Arts in 1970.
Sinds 1969 was hij docent aan de Colgate Universiteit in Hamilton en bleef aldaar tot zijn pensionering in 2001. In 1970 was hij te gast bij de Computer Music Group aan het Powers Computer Laboratory in Mountain View van de Stanford-universiteit en keerde terug met de beslissing een computermuzieksysteem aan de Colgate Universiteit te construeren. In 1972 werd het Computer Music Studio geopend vlak bij het Digital Equipment Corporation PDP-10 in het Colgate Computer Center. Veel van zijn activiteiten na 1972 wijdde hij aan de compositie en de opleiding op het gebied van de computermuziek, verder aan de studie en synthese van koperklanken door het gebruik van John Chownings frequentiemodulatiealgoritme, dat hij uitbreidde en verder ontwikkelde en verwerkte in zijn eigen composities. Vanaf 1976 realiseerde hij met de eerste complete setting van trompetklank-opnames in digitale vorm voor analyse en gebruikte deze opnamen voor de modellering van zijn computertrompettonen. Hij was gastonderzoeker aan het Institut de recherche et coordination acoustique/musique (IRCAM) in 1980 waar hij met twee trompetters van het Ensemble InterContemporain muzikale frasering bestudeerde. Na 1976 concentreerde hij zich op de werken voor solo-instrumenten met computergegenereerde begeleiding (van luidsprekers) en in 1978 werkte hij met de sopraan Neva Pilgrim samen voor werken, die bestemd waren voor de concertserie Singing Circuits door de Verenigde Staten, Canada, Schotland en Oostenrijk. Vanaf 1990 schreef hij weer werken voor conventionele instrumenten en ensembles.

## Composities

### Werken voor orkest
- 1969 Concert, voor trompet en strijkorkest en saxofonist
- 1981 Just a Shape to Fill a Lack, voor sopraan, trompet, pauken en strijkorkest
- 1996 Iron Horse Concerto, voor viool, piano en orkest
- 1997 Concert, voor sopraansaxofoon en orkest
  1. Sonata
  2. Lament
  3. Variations
- 1999 Concert, voor trombone en orkest
  1. 'T.D.'
  2. March
  3. Lament
  4. Tailgate
  5. Fragments
  6. Games
- 2001 Concert, voor kornet en zeventien instrumenten
  1. March
  2. Chants
  3. Merry Go Round
- 2002 Circle Fanfare, voor orkest
- 2004 Stained Glass Concerto, voor piccolo en orkest
- 2007 Blanton Concerto, voor improviserend contrabas, strijkorkest en marimba

### Werken voor harmonieorkest
- 1964 Divertimento, voor harmonieorkest
- 1966 Music from the Flint Hills, voor harmonieorkest
- 2007 Symfonie Nr. 2, voor harmonieorkest en piano

### Vocale muziek

#### Werken voor koor
- 1962 O Sweet, voor gemengd koor en piano
- 1967 Anthem "Lay not Up Treasures", voor gemengd koor en orgel
- 1969 Anthem "A Prayer for Peace", voor gemengd koor
- 1969 Spring, voor vrouwenkoor
- 1969 rev.2000 We Went Up the Hill, voor gemengd koor en piano
- 1971 Psalm 91, voor gemengd koor en orgel
- 1995 Balakian Set, voor gemengd koor, vijf cello's en twee marimba's

### Kamermuziek
- 1968 Strijkkwartet Nr. 1
- 1969 Three Lyric Pieces, voor viool en piano
- 1971 Quiet Music, voor groot koperensemble
- 1988 Fanfare, voor zeven trompetten
- 1992 Just a Shape to Fill a Lack, voor sopraan en strijkkwartet
- 1994 Strijkkwartet Nr. 2
- 1994 Dance Bagatelles, voor altviool en piano
- 1997 Ponzo, voor twee trompetten
- 1998 Summer Music, voor strijkkwintet
- 2000 Walden Nocturnes, voor sopraan en strijkkwartet
- 2000 Fantasy, voor contrabas en marimba
- 2002 Apple Hill Suite, voor viool, altviool, cello en contrabas
- 2003 Suite, voor dwarsfluit, viool en cello
- 2003 Concert Piece, voor groot tromboneensemble
- 2003 Liberian Suite, voor viool (of altviool) en piano
- 2003 Little Suite, voor piccolo en klarinet
- 2003 Six Songs, voor dwarsfluit en marimba
- 2003 Three Pieces, voor zeven trompetten
- 2004 Six Bagatelles, voor saxofoonkwartet
- 2005 Fantasy, voor hoorn en marimba
- 2005 Snap Shots, voor twee klarinetten
- 2006 Five Miniatures, voor dwarsfluit en tenorsaxofoon
- 2008 Janverton Suite, voor tromboneoktet
- 2008 Strijkkwartet Nr. 3

### Werken voor piano
- 2005 Ten Pieces

### Werken voor slagwerk/percussie
- 2006 Sonata, voor marimba

### Elektroakoestische muziek
- 1973 Chowning, voor computergegenereerde geluidsband
- 1973 rev.1977 NO, voor gemengd koor en geluidsband
- 1974 A Flourish of Trumpet and Drums, voor computergegenereerde geluidsband
- 1974 Studies, voor trompet en computergeluidsband
- 1976 Timbre Wheels, voor computergegenereerde geluidsband
- 1977 Lastel, voor computergegenereerde geluidsband
- 1978 Fantasy Quintet, voor piano en computergegenereerde geluidsband
- 1979 Six Dark Questions, voor sopraan en computergegenereerde geluidsband - tekst: George Hudson
- 1979 discO, voor gemengd koor en computergegenereerde geluidsband
- 1982 TARR, voor vier trompetten en computergegenereerde geluidsband
- 1984 Getz Variations, voor tenorsaxofoon en computergegenereerde geluidsband (geschreven voor en opgedragen aan de saxofonist Stan Getz)
- 1985 Quartet, voor viool, cello en twee luidsprekers
- 1987 Roxbury Preludes, voor sopraan, dwarsfluit, klarinet, strijkkwartet en geluidsband
- 1988 Duo Improvisation, voor trompet, celleto en computermuzieksysteem
- 1988 Sketches for Invisible Man, voor trompet en computermuzieksysteem
- 1989 Front Line, voor trompet, sopraansaxofoon en computermuzieksysteem
- 1991 Walden Nocturnes, voor sopraan en computermuzieksysteem
- 1992 Six Studies & and Improvisation, voor tenorsaxofoon en computermuzieksysteem
- 1993 The Next Trumpet, voor trompet en computermuzieksysteem
- 1994 Innsbruck Variations, voor twee gitaren en geluidsband
- 1994 Salzburg Variations, voor celleto en computermuzieksysteem
- 1994 Sea Songs, voor sopraan en radiobaton
- 1997 Web Music I, voor solo klarinet en computer
- 1998 Web Music II voor groot fluitensemble en computers
- 2006 Innsbruck Variations, voor slagwerkkwartet en luidsprekerbegeleiding